# Auguste-Barthélemy Glaize
Auguste-Barthélemy Glaize (Montpellier, 1807. – Pariz, 1893.) bio je francuski slikar.
Učitelji su mu bili Achille i Eugène Devéria, koji su bili braća. Glaize je učio Paul-Mauricea Duthoita i svoga sina Pierre-Paul-Léona Glaizea. Glaize je imao dosta profinjen ukus. Bio je jedan od velikih romantičarskih umjetnika.

## Djela
Njegovo se najpoznatije djelo nalazi u crkvi u Parizu, a prikazuje Boga Oca, Isusa i Duha Svetoga. 1845. Glaize je naslikao prekrasnu sliku koja prikazuje božicu Veneru i njezinoga sina Amora s pratnjom.